# Einzelzellanalyse
Die Einzelzellanalyse (englisch single cell analysis, SCA) bezeichnet in der Biochemie, Zellbiologie und Medizin die Untersuchung einzelner Zellen aus bzw. in Geweben. Kennzeichnend für die verwendeten Verfahren ist eine vergleichsweise hohe Sensitivität (niedrige Nachweisgrenze) oder in der Mikroskopie und Durchflusszytometrie die Betrachtung einzelner Zellen.

## Prinzip
In Geweben von Organismen befinden sich unterschiedliche Zelltypen, von denen einige nur in geringer Anzahl vorkommen, z. B. einige Stammzellen oder bei Tumorerkrankungen auch Metastasen. Die Einzelzellanalyse wird in der Mikroskopie unter anderem zur Untersuchung der Apoptose, Zellmigration, der Zellteilung und der Zellproliferation in einem einzelnen Klon verwendet. Die Patch-Clamp-Technik und das Lab-on-a-Chip werden zur Untersuchung der Elektrophysiologie einzelner Zellen wie Neuronen eingesetzt. Methoden mit geringer Nachweisgrenze in der Analyse einzelner Zellen sind z. B. die DNA-Sequenzierung (teilweise mit Genomamplifikation), die RT-PCR, und die Massenspektrometrie.
Die DNA- und RNA-Sequenzierung einzelner Zellen wurde von der Zeitschrift Nature Methods zur Methode des Jahres 2013 gekürt.